# Pol Lirola
Pol Mikel Lirola Kosok (Mollet del Vallès, 13 agosto 1997) è un calciatore spagnolo, difensore dell'Olympique Marsiglia.

## Caratteristiche tecniche
Agisce sulla fascia destra come terzino o, all'occorrenza come esterno di centrocampo. Ambidestro, si distingue in fase di spinta.

## Carriera

### Club

#### Gli inizi
Dopo aver iniziato la propria carriera nelle giovanili dell'Espanyol, la Juventus lo rileva in prestito, per inserirlo nelle proprie giovanili, nel gennaio 2015. Durante la sessione estiva di calciomercato del medesimo anno, la Juventus lo acquista a titolo definitivo.

#### Sassuolo
Il 28 luglio 2016 si trasferisce al Sassuolo in prestito biennale. Fa il suo esordio in gare ufficiali in Europa League, a Belgrado, nella gara terminata 1-1 contro la Stella Rossa, che qualifica il Sassuolo alla fase a gironi della competizione. Il 15 settembre, sempre nella medesima competizione, segna il primo dei tre gol con cui il Sassuolo batte l'Athletic Bilbao nella prima gara del girone, che è anche il primo storico gol di un giocatore del Sassuolo in una competizione europea (preliminari esclusi). Tre giorni dopo fa il suo esordio in serie A, nella gara interna contro il Genoa, vinta per 2-0. Il 31 gennaio 2018 viene ufficializzata la sua cessione a titolo definitivo dalla Juventus al Sassuolo, dove militava da una stagione e mezzo. Sigla il primo gol in Serie A il 2 settembre 2018, nella vittoria per 5-3 contro il Genoa.

#### Fiorentina
Il 1º agosto 2019 passa ufficialmente in prestito con obbligo di riscatto fissato a 12 milioni alla Fiorentina. Il 18 agosto esordisce con la casacca viola nella partita valida per il terzo turno di Coppa Italia contro il Monza, vinta per 3-1. Sempre in suddetta manifestazione trova il suo primo gol con i toscani, il 15 gennaio 2020 nella sfida degli ottavi di finale contro l'Atalanta, vinta per 2-1.
Dopo essere stato titolare nella prima stagione, nella seconda trova meno spazio, in particolare a partire dall'arrivo di Cesare Prandelli.

#### Olympique Marsiglia
Il 12 gennaio 2021 si trasferisce in prestito con diritto di riscatto all'Olympique Marsiglia. Segna i suoi primi due gol il 17 aprile nella vittoria interna per 3-2 contro il Lorient.
Il 23 agosto 2021 viene acquistato a titolo definitivo dai francesi, con cui sigla un contratto di 5 anni.

#### Elche
Il 12 agosto 2022 viene ceduto in prestito all'Elche.

#### Frosinone
Rientrato all'Olympique Marsiglia dopo l'esperienza in Spagna, il 28 agosto 2023 viene girato in prestito con diritto di riscatto al Frosinone.Al suo esordio con i ciociari il 17 settembre va subito a segno nel successo per 4-2 contro il Sassuolo. 

### Nazionale
È stato convocato dal c.t. Santi Denia in Under-17, giocando Germania-Spagna 1-1 del 14 novembre 2013.
Il 24 dicembre 2016 è stato convocato dalla nazionale catalana per l'amichevole contro la Tunisia, esordendo dal primo minuto e giocando tutto il primo tempo della partita. Convocato anche per la gara contro il Venezuela nel 2019, non ha poi giocato.
Nella primavera 2017, dopo aver partecipato come riserva al ritiro della nazionale Under-21 spagnola, il c.t. Albert Celades non lo ha però incluso nella lista dei convocati per l'Europeo di Polonia 2017. Con la selezione Under-21 fa il suo debutto ufficiale nell'amichevole giocata il 1º settembre 2017 a Toledo contro la selezione degli "Azzurrini" vinta per 3-0.

## Statistiche

### Presenze e reti nei club
Statistiche aggiornate al 17 maggio 2025.
| Stagione                   | Squadra                    | Campionato                 | Campionato | Campionato | Coppe nazionali | Coppe nazionali | Coppe nazionali | Coppe continentali | Coppe continentali | Coppe continentali | Altre coppe | Altre coppe | Altre coppe | Totale | Totale | Totale |
| Stagione                   | Squadra                    | Comp                       | Pres       | Reti       | Comp            | Pres            | Reti            | Comp               | Pres               | Reti               | Comp        | Pres        | Reti        | Pres   | Reti   |        |
| -------------------------- | -------------------------- | -------------------------- | ---------- | ---------- | --------------- | --------------- | --------------- | ------------------ | ------------------ | ------------------ | ----------- | ----------- | ----------- | ------ | ------ | ------ |
| 2016-2017                  | Sassuolo                   | A                          | 22         | 0          | CI              | 0               | 0               | UEL                | 7                  | 1                  | -           | -           | -           | 29     | 1      |        |
| 2017-2018                  | Sassuolo                   | A                          | 24         | 0          | CI              | 2               | 0               | -                  | -                  | -                  | -           | -           | -           | 26     | 0      |        |
| 2018-2019                  | Sassuolo                   | A                          | 35         | 2          | CI              | 3               | 0               | -                  | -                  | -                  | -           | -           | -           | 38     | 2      |        |
| Totale Sassuolo            | Totale Sassuolo            | Totale Sassuolo            | 81         | 2          |                 | 5               | 0               |                    | 7                  | 1                  |             | -           | -           | 93     | 3      |        |
| 2019-2020                  | Fiorentina                 | A                          | 35         | 0          | CI              | 4               | 1               | -                  | -                  | -                  | -           | -           | -           | 39     | 1      |        |
| 2020-gen. 2021             | Fiorentina                 | A                          | 12         | 0          | CI              | 1               | 0               | -                  | -                  | -                  | -           | -           | -           | 13     | 0      |        |
| Totale Fiorentina          | Totale Fiorentina          | Totale Fiorentina          | 47         | 0          |                 | 5               | 1               |                    | -                  | -                  |             | -           | -           | 52     | 1      |        |
| gen.-giu. 2021             | O. Marsiglia               | L1                         | 19         | 2          | CF              | 2               | 0               | UCL                | -                  | -                  | SF          | 1           | 0           | 22     | 2      |        |
| 2021-2022                  | O. Marsiglia               | L1                         | 34         | 1          | CF              | 4               | 0               | UEL+UECL           | 6+7                | 0                  | -           | -           | -           | 51     | 1      |        |
| 2022-2023                  | Elche                      | PD                         | 12         | 1          | CR              | 1               | 0               | -                  | -                  | -                  | -           | -           | -           | 13     | 1      |        |
| 2023-2024                  | Frosinone                  | A                          | 25         | 2          | CI              | 3               | 0               |                    | -                  | -                  |             | -           | -           | 28     | 2      |        |
| 2024-2025                  | O. Marsiglia               | L1                         | 19         | 1          | CF              | 0               | 0               |                    | -                  | -                  |             | -           | -           | 19     | 1      |        |
| Totale Olympique Marsiglia | Totale Olympique Marsiglia | Totale Olympique Marsiglia | 72         | 4          |                 | 6               | 0               |                    | 13                 | 0                  |             | 1           | 0           | 92     | 4      |        |
| Totale carriera            | Totale carriera            | Totale carriera            | 227        | 9          |                 | 20              | 1               |                    | 20                 | 1                  |             | 1           | 0           | 268    | 11     |        |

### Cronologia presenze e reti in nazionale
| Cronologia completa delle presenze e delle reti in nazionale ― Spagna under 21 | Cronologia completa delle presenze e delle reti in nazionale ― Spagna under 21 | Cronologia completa delle presenze e delle reti in nazionale ― Spagna under 21 | Cronologia completa delle presenze e delle reti in nazionale ― Spagna under 21 | Cronologia completa delle presenze e delle reti in nazionale ― Spagna under 21 | Cronologia completa delle presenze e delle reti in nazionale ― Spagna under 21 | Cronologia completa delle presenze e delle reti in nazionale ― Spagna under 21 | Cronologia completa delle presenze e delle reti in nazionale ― Spagna under 21 |
| Data                                                                           | Città                                                                          | In casa                                                                        | Risultato                                                                      | Ospiti                                                                         | Competizione                                                                   | Reti                                                                           | Note                                                                           |
| ------------------------------------------------------------------------------ | ------------------------------------------------------------------------------ | ------------------------------------------------------------------------------ | ------------------------------------------------------------------------------ | ------------------------------------------------------------------------------ | ------------------------------------------------------------------------------ | ------------------------------------------------------------------------------ | ------------------------------------------------------------------------------ |
| 1-9-2017                                                                       | Toledo                                                                         | Spagna under 21                                                                | 3 – 0                                                                          | Italia under 21                                                                | Amichevole                                                                     | -                                                                              |                                                                                |
| 11-10-2018                                                                     | Tirana                                                                         | Albania under 21                                                               | 0 – 1                                                                          | Spagna under 21                                                                | Qual. Europeo Under-21 2019                                                    | -                                                                              |                                                                                |
| Totale                                                                         |                                                                                | Presenze                                                                       | 2                                                                              |                                                                                | Reti                                                                           | 0                                                                              |                                                                                |

| Cronologia completa delle presenze e delle reti in nazionale ― Spagna under 17 | Cronologia completa delle presenze e delle reti in nazionale ― Spagna under 17 | Cronologia completa delle presenze e delle reti in nazionale ― Spagna under 17 | Cronologia completa delle presenze e delle reti in nazionale ― Spagna under 17 | Cronologia completa delle presenze e delle reti in nazionale ― Spagna under 17 | Cronologia completa delle presenze e delle reti in nazionale ― Spagna under 17 | Cronologia completa delle presenze e delle reti in nazionale ― Spagna under 17 | Cronologia completa delle presenze e delle reti in nazionale ― Spagna under 17 |
| Data                                                                           | Città                                                                          | In casa                                                                        | Risultato                                                                      | Ospiti                                                                         | Competizione                                                                   | Reti                                                                           | Note                                                                           |
| ------------------------------------------------------------------------------ | ------------------------------------------------------------------------------ | ------------------------------------------------------------------------------ | ------------------------------------------------------------------------------ | ------------------------------------------------------------------------------ | ------------------------------------------------------------------------------ | ------------------------------------------------------------------------------ | ------------------------------------------------------------------------------ |
| 14-11-2013                                                                     | Marburgo                                                                       | Germania under 17                                                              | 1 – 1                                                                          | Spagna under 17                                                                | Amichevole                                                                     | -                                                                              | 80’                                                                            |
| Totale                                                                         |                                                                                | Presenze                                                                       | 1                                                                              |                                                                                | Reti                                                                           | 0                                                                              |                                                                                |

## Palmarès

### Club

#### Competizioni giovanili
- Torneo di Viareggio: 1

Juventus: 2016

### Nazionale
- Campionato d'Europa Under-21: 1

2019